# الاغتصاب في السعودية
الاغتصاب في المملكة العربية السعودية تم التحقيق فيه إلى حد كبير بواسطة العديد من المراقبين. وبموجب الشريعة وهي القانون الذي تطبقه الدول الإسلامية بشكل عام (القانون الإسلامي)، فإن العقوبة التي تفرضها المحكمة على المغتصب قد تتراوح من السجن إلى الإعدام، إضافة إلى غرامة تصل إلى 80 ألف دولار أو بإحدى هاتين العقوبتين لكل متهم صدر منه قول أو فعل أو إشارة ذات مدلول جنسي تجاه أي شخص آخر تمس جسده أو عرضه، أو تخدش حياءه، بأي وسيلة كانت، بما في ذلك وسائل التقنية الحديثة. ومع ذلك إذا كانت ضحية الاغتصاب في خلوة غير شرعيّة مع المغتصب (إي في مكان تواجد المغتصب وهي منتهكة اللباس الشرعي)، فستعاقب هي أيضًا بمقتضيات القانون الجاري العمل به. في حالات الاغتصاب بالمملكة العربية السعودية عادة يتعرض كلا من المتهم والضحية للمساءلة القانونية. بالإضافة إلى ذلك، لا يوجد تجريم للاغتصاب في إطار الزواج. أما فيما يخص اغتصاب الأحداث (اغتصاب من هن دون السنّ القانونية) فهو جريمة يطبق عليها حد الحرابة بحسب المبدأ المعتمد لدى النيابة العامة ولا يستثنى من ذلك حالات تواجد الضحية مع المغتصب وفق إرادتها.

## القانون
تصنَّف قضايا الاغتصاب في المملكة العربية السعودية ضمن القضايا الجنائية وتنظر في المحاكم العامة، وتصل عقوبة المرتكب لهذه الجريمة إلى القتل، وقد يكتفي القاضي الناظر في القضية بالحبس والجلد، حسب ما يراه من أدلة ووقائع. كما أن الاغتصاب لم يُدرج في نظام الحماية من الإيذاء كون القضية تتعدى الاعتداء وتدخل ضمن القضايا الجنائية المجرمة في الشرع والقانون. لا ينظر في قضايا الاغتصاب كبقية القضايا، بل تصنف ضمن دائرة القضايا الأخلاقية، وتعد مشكلة التستر على الجريمة أحد أهم إشكاليات حوادث الاغتصاب، بسبب خوف الأسرة من التشهير بالمتعرض للاغتصاب، أو حرصًا على عدم إيذائه نفسيًا. أُقر في السعودية نظام حماية الأطفال، ومن ضمن نصوص نظام الحماية من الإيذاء معاقبة ذوي الضحية في حال تسترهم على الجريمة وعدم تبليغهم الجهات المختصة.

## تقارير
وقد حققت هيومن رايتس ووتش في الوضع، وأثبت تقريرها أن ضحية الاغتصاب تعاقب عندما تتحدث جهرًا عن الجريمة. في إحدي الحالات، ضوعفت عقوبة الضحية لقيامها بالتعبير عن رأيها. أزعجت المحكمة أيضًا محامي الضحية، ووصل الأمر إلى حد مصادرة رخصته المهنية. وفي عام 2009، ذكرت صحيفة سعودي جازيت أنه قد حكم علي فتاة غير متزوجة تبلغ من العمر 23 عاما بالسجن لمدة سنة و بمئة جلدة بتهمة الزنا. تعرضت هذه الفتاة للاغتصاب الجماعي، وأصبحت حاملًا، وحاولت (دون جدوى) إجهاض الجنين.
وتم تأجيل عقوبة الجلد حتى بعد الولادة.
يعتبر البعض أن الأحكام في حالات الاغتصاب بالمملكة العربية السعودية غير عادلة للغاية. على سبيل المثال في فبراير 2013، قام سعودي باغتصاب ابنته البالغة من العمر 5 سنوات وتعذيبها وقتلها. وحكم عليه بالسجن لمدة ثماني سنوات و ثمان مائة جلدة، وغرامة مالية قدرها مليون ريال (أي مائتين وسبعون ألف دولار أمريكي) تدفع لوالدة الفتاة، زوجته السابقة. في حين يعتقد البعض أن الأحكام في حالات الاغتصاب بالمملكة العربية السعودية عادلة للغاية، حيث ينزل بالجاني أقصى العقوبات التي تصل إلى حد قطع الرأس لما يسببه من ضرر نفسي كبير للضحية، حيث حكمت الدولة علي مقيمين باكستانيين بعقوبة قطع الرأس بعد إدانتهما بتهمة الاغتصاب. وفي العام 2014 أصدرت المحكمة العليا السعودية حكم إعدام بحق مدرس سعودي أدين بارتكاب عدد من جرائم الاغتصاب بحق قاصرات.
في العام 2019 سجلت المحاكم السعودية 579 قضية تحرش، في حين تجاوز عدد قضايا التحرش خلال الفترة نفسها من العام الذي سبقه 700 قضية.

## غياب الأدلة
وقد أشير إلى أن قواعد المحاكمة تتصف بالتساهل، فضلا عن الأدلة المادية، التي لا يتم تقديمها أو يتم تجاهلها ويرجع ذلك إلى قاعدة الشهود الأربعة في الشريعة. وصرح المحامي عبد العزيز جاسم أن الشريعة الإسلامية تسمح للمتهمين نفي أي اعترافات موقعة، ويضيف أيضا قائلًا «أن عدم وجود الشفافية في التحقيق والمحاكمة وإصدار الأحكام، بالإضافة إلى الصعوبات التي يواجهها الصحفيون للوصول إلى المعلومات يؤدي إلي ظلام عميق حيث كل شيء يصبح ممكنًا».

## اقرأ أيضًا
- قضية اغتصاب فتاة القطيف
- حقوق المرأة في السعودية